# Azana asiatica
Azana asiatica är en tvåvingeart som beskrevs av Senior-white 1922. Azana asiatica ingår i släktet Azana och familjen svampmyggor.
Artens utbredningsområde är Sri Lanka. Inga underarter finns listade i Catalogue of Life.